# Бернаду, Виктор-Феликс
Виктор-Феликс Бернаду (фр. Victor-Félix Bernadou; 25 июня 1816, Кастр, королевство Франция — 15 ноября 1891, Санс, Франция) — французский кардинал. Епископ Гапа с 7 апреля 1862 по 12 июля 1867. Архиепископ Санса с 12 июля 1867 по 21 января 1895. Кардинал-священник с 7 июня 1886, с титулом церкви Сантиссима-Тринита-аль-Монте-Пинчо с 17 марта 1887.